# Paula Volsky
Paula Volsky ist eine US-amerikanische Schriftstellerin, die vor allem quasi-historische Fantasy-Romane geschrieben hat. Ihr Roman The Grand Ellipse wurde 2000 für den World Fantasy Award und Michael Whelan für das Cover ihres Buches Illusion für den Hugo (Original Artwork) nominiert.

## Werke

### Einzelromane
- Im Bann der Hexenkönigin (en: The Curse of the Witch-Queen, 1982)
- Das Glück des Relian Kru (en: The Luck of Relian Kru, 1987)
- Trugbilder (en: Illusion, 1991)
- Thron der Wölfe (en: The Wolf of Winter, 1993)
- Die Pforten der Dämmerung (en: The Gates of Twilight, 1996)
- Das weiße Tribunal (en: The White Tribunal, 1997)
- Das große Rennen (en: The Grand Ellipse, 2000)

- The Giant Rat of Sumatra – Unter dem Namen und im Stil von H.P. Lovecraft schrieb sie die Sherlock Holmes Geschichte als Teil der Sammlung Resurrected Holmes.

### Der Fal Ghrizni-Zyklus
- Die Lady des Zauberers (en: The Sorcerer’s Lady, 1986)
- Das Vermächtnis des Zauberers (en: The Sorcerer's Heir, 1988)
- Der Fluch des Zauberers (en: The Sorcerer's Curse, 1989)